# 100-гигабитный Ethernet
40-гигабитный Ethernet (40GbE) и 100-гигабитный Ethernet (100GbE) — стандарты Ethernet, разработанные рабочей группой «IEEE P802.3ba Ethernet Task Force» в период с ноября 2007 года по июнь 2010 года.
Эти стандарты являются следующим этапом развития группы стандартов Ethernet, имевших до 2010 года наибольшую скорость в 10 Гбит/с. В стандарте IEEE Std 802.3ba-2010 устанавливается скорость передачи данных в 40 и 100 Гбит/с при совместном использовании нескольких линий связи (lane) на 10 либо 25 Гбит/с.

## История
- 18 июля 2006 на пленарном собрании, проходившем в Сан-Диего, рабочая группа IEEE 802.3 проявила интерес к созданию стандарта.
- В сентябре 2006 года состоялось первое заседание инициативной группы HSSG (Higher Speed Study Group).
- В ноябре 2007 года состоялось последнее заседание инициативной группы.
- 5 декабря 2007 года инициативная группа разработчиков стандарта формально начала разработку P802.3ba.
- В январе 2008 года состоялось первое заседание инициативной группы P802.3ba.
- В марте 2009 года IEEE 802.3 выпускает бюллетень для рабочих групп.
- В ноябре 2009 года IEEE LMSC выпускает бюллетень для спонсорских организаций.
- В январе 2010 года состоялось первое заседание группы, разрабатывающей 40-гигабитный Ethernet, использующий одномодовое оптическое волокно PMD.[5]
- 25 марта 2010 группа P802.3bg принимает стандарт на 40 Гбит/с одномодовое PMD-волокно.
- 17 июня 2010 — принятие стандарта IEEE 802.3ba.

Даты выхода черновых версий решений рабочей группы P802.3ba:
- Черновая версия 1.0 — 1 октября 2008.
- Черновая версия 1.1 — 9 декабря 2008.
- Черновая версия 1.2 — 10 февраля 2009.
- Черновая версия 2.0 — 12 марта 2009 (избирательно, для бюллетеня рабочих групп).
- Черновая версия 2.1 — 29 мая 2009.
- Черновая версия 2.2 — 15 августа 2009.
- Черновая версия 2.3 — 14 октября 2009.
- Черновая версия 3.0 — 18 ноября 2009 (избирательно, для бюллетеня спонсорских групп).[6]
- Черновая версия 3.1 — 10 февраля 2010.
- Черновая версия 3.2 — 24 марта 2010.

Итоговая версия стандарта принята 17 июня 2010 под номером IEEE 802.3ba-2010.

## Физический уровень
В стандартах 40/100-гигабитного Ethernet содержится описание нескольких различных стандартов физического уровня (PHY). Сетевые устройства могут использовать различные типы PHY путём использования сменных PHY-модулей. Модули, использующие оптическое волокно, стандартизированы в 802.3ba а в различных multi-source agreements, MSA (соглашения между различными производителями). Один из стандартизованных модулей, поддерживающий и 40- и 100-гигабитный Ethernet, — это CFP MSA (англ. C form-factor pluggable), который может использоваться для расстояний 100 м и более. Модули QSFP и CXP обеспечивают работу на меньших дистанциях.
Стандарт 802.3ba поддерживает только полнодуплексный режим работы.
При разработке PHY-части стандарта ставились цели:
- сохранить формат кадров Ethernet стандарта 802.3, использующих формат 802.3 MAC;
- сохранить минимальные и максимальные размеры кадра (FrameSize), совпадающие с текущей редакцией стандарта 802.3;
- обеспечить в точке сопряжения интерфейса MAC/PLS[10] с уровнем ошибок (en:Bit error ratio) не выше {\displaystyle 10^{-12}} (то есть не более 1 ошибки в среднем на каждые {\displaystyle 10^{12}} бит);
- обеспечение соответствующей поддержки оптических транспортных сетей (англ. Optical transport network, OTN);
- скорость передачи данных на уровне MAC в 40 и 100 Гбит/с;
- разработка вариантов уровня PHY для работы через одномодовое оптическое волокно (SMF), многомодовое оптическое волокно OM3 (MMF), кабели с медными проводниками и через объединительные платы (backplane).

Стандартизованы следующие варианты PHY:
| PHY                                      | 40-гигабитный Ethernet | 100-гигабитный Ethernet |
| ---------------------------------------- | ---------------------- | ----------------------- |
| как минимум 1 м по объединительной плате | 40GBASE-KR4            |                         |
| как минимум 10 м по медному кабелю       | 40GBASE-CR4            | 100GBASE-CR10           |
| как минимум 100 м по OM3 MMF             | 40GBASE-SR4            | 100GBASE-SR10           |
| как минимум 125 м по OM4 MMF             | 40GBASE-SR4            | 100GBASE-SR10           |
| как минимум 10 км по SMF                 | 40GBASE-LR4            | 100GBASE-LR4            |
| как минимум 40 км по SMF                 |                        | 100GBASE-ER4            |

Задача передачи сигнала со скоростями 40 и 100 Гбит/с по оптическому кабелю OM3 на 100 м (40GBASE-SR4 и 100GBASE-SR10) была решена с использованием волн около 850 нм, сходной с таковой в стандарте 10GBASE-SR.
Передача сигнала со скоростью 40 Гбит/с по печатным платам (например, объединительным платам корзин для блейд-серверов) на расстояния до 1 м (40GBASE-KR4) реализуется использованием 4 линий стандарта 10GBASE-KR.
Работа на расстояниях 10 и 40 км реализуется с использованием четырёх разных длин волн (около 1310 нм) и используют оптические элементы со скоростью передачи данных 25 Гбит/с (для 100GBASE-LR4 и 100GBASE-ER4) и 10 Гбит/с (для 40GBASE-LR4)..

## Готовые продукты для уровня PHY
Сгруппированы по реализуемым вариантам PHY.

### Объединительные платы
Информация о создании модулей на 40/100 Гбит/с для объединительных плат в настоящее время[когда?] отсутствует. Тем не менее, многоканальные 100-гигабитные соединения небольшой дальности с точки зрения стоимости и надёжности выглядят перспективнее используемых в настоящее время[когда?] планарных матриц поверхностно-излучающих лазеров на 10 Гбит/с (VCSEL arrays) и в ближайшее время скорее всего появятся в продуктах с оптической матрицей коммутации — таких как Juniper TX и Cisco CRS FCC.

### Медный кабель
В 2009 году Quellan объявил о создании оценочной платы (Evaluation Board), однако не предоставил готовых модулей.

### Многомодовоеоптическое волокно
Компании Mellanox и Reflex Photonics объявили о начале продаж CFP-модулей для многомодовых волокон.

### Одномодовоеоптическое волокно
Компании Finisar,
Sumitomo Electric Industries
и OpNext
на Европейской выставке оптических коммуникаций (англ. ECOC) в 2009 году продемонстрировали одномодовые 40 и 100-гигабитные Ethernet-модули, основанные на стандарте CFP MSA.

## Поддержка в коммерческих продуктах
В отличие от ситуации конца 1990-х годов, когда отсутствие скоростных интерфейсов магистральных маршрутизаторов сдерживало развитие всей сети Интернет, увеличение транспортных скоростей с 10 до 100 Гбит/с в 2010-х годах в основном мотивировалось экономическими соображениями, как то: сокращение числа требуемых волн в магистральных оптических сетях, снижение стоимости интерконнектов в больших центрах обработки данных и точках обмена трафиком, а также снижение потерь ёмкости за счёт разбалансировки трафика в параллельных группах 10-гигабитных каналов. При этом многие магистральные операторы связи стремились перейти непосредственно от использования SONET/SDH на 10 Гбит/с, минуя промежуточную фазу в 40 Гбит/с, к 100-гигабитным Ethernet-интерфейсам и выиграть в стоимости за счёт ожидаемого быстрого снижения стоимости последних.
Немаловажную роль в ожидаемом снижении цен сыграл отказ от разработки отдельных канальных схем для SONET/SDH и Ethernet. Де-факто 100-гигабитный Ethernet отныне становился единственным фреймовым форматом на вершине оптической иерархии скоростей (ODU4), что гарантирует параллельное снижение цен при росте производства 100-гигабитных интерфейсов как для магистральных, так и для локальных сетей. Следующим уровнем иерархии должен стать формат ODU5, эксклюзивно планируемый к применению в 400-гигабитных Ethernet-сетях.
При разработке 100-гигабитных систем индустрии предстояло преодолеть следующие технологические проблемы:
- разработать схемы модуляции и кодирования сигнала, позволяющие передавать 100-гигабитные потоки на достаточную дальность в оптическом С-диапазоне (1530—1565 нм);
- разработать новые оптические источники и приемники вкупе с оборудованием оптической коррекции (усилители, компенсаторы дисперсии, селективные фильтры и так далее);
- разработать электронные линейные карты, Ethernet-MAC-чипы и сетевые процессоры для потоковой обработки пакетных данных на скорости 100 Гбит/с.

В целом, решение этих проблем потребовало значительных инвестиций в интеллектуальную собственность, что способствовало затягиванию выхода конечных продуктов на рынок. Несмотря на то, что большинство производителей оптического и электронного оборудования заявили о поддержке 100-гигабитных систем в течение 2009—2010 года и регулярно испытывали системы разной степени готовности, широкое внедрение 100-гигабитного Ethernet началось лишь в 2011 году.

### Оптический транспортс поддержкой 100-гигабитного Ethernet
Поскольку передача оптического сигнала в условиях нелинейной среды (оптическое волокно) является принципиально аналоговой проблемой, прогресс в этой области замедляется, причём значительно в большей степени, чем снижающийся прогресс в литографии цифровых электронных схем (описываемый эмпирическим законом Мура). Как результат, несмотря на то, что 10-гигабитные оптические интерфейсы и транспортные системы существовали с середины 1990-х годов, первые успешные попытки передачи 100-гигабитных потоков в оптических сетях произошли более чем через 15 лет. Кроме того, первые магистральные 100-гигабитные системы были подвержены ряду серьёзных ограничений, в том числе — высокой стоимости за счёт использования уникальных лазерных систем, а также значительным энерго-габаритным требованиям, что исключало выпуск трансиверов в компактных форматах (таких как SFP+) раннее разработанных для 1-, 2,5- и 10-гигабитных сигналов.
По состоянию на середину 2011 как минимум пять компаний поставляли покупателям системы оптического транспорта совместимые с канальной скоростью ODU4 (104,794 Гбит/с) — в том числе, Ciena (решение бывшей Nortel Networks), MRV, Alcatel-Lucent, ADVA Optical Networking. Последней к списку присоединилась компания Huawei, объявившая о начале поставок корейской компании KPN в июне 2011 года Ожидается, что до конца 2011 года такие системы будут доступны от всех ведущих производителей оптического оборудования.
Совершенствование оптических транспортных систем для передачи 100-гигабитного Ethernet будет неизбежно происходить в сторону уменьшения их стоимости, при этом могут использоваться следующие перспективные технологии: совместная передача сигнала двумя 50-гигабитными лазерами меньшей стоимости в одной выделенной полосе спектра, широкое использование цифровой обработки сигнала (DSP) для коррекции нелинейностей, уменьшение числа оптоэлектронных (OEO) преобразований в транспортной системе за счёт поддержки внешних источников сигнала (foreign lambdas) и так далее.

### Первые пакетныемаршрутизаторыи коммутаторы с поддержкой 100-гигабитного Ethernet
Наличие линейных оптических 100-гигабитных систем передачи данных позволяет сократить число требуемых длин волн в DWDM системах и увеличить объём передаваемых данных по существующей кабельной инфраструктуре. Тем не менее, использование 100-гигабитного оптического транспорта для передачи параллельных 10-гигабитных потоков данных снижает эффективность статистического мультиплексирования в пакетных сетях, а также требует 10×10-гигабитных мукспондеров для согласования форматов. По этой причине магистральные операторы проявляют заинтересованность в переходе на поддержку 100-гигабитный Ethernet непосредственно на интерфейсе маршрутизатора (пакетного коммутатора).
Сложность в разработке чипсета для поддержки 100-гигабитного Ethernet заключается в необходимости обеспечения высокой производительности при равномерной загрузке интерфейса вне зависимости от параметров входящего трафика и отсутствии перестановок пакетов внутри одного IP/MPLS-потока — последнее требование делает распараллеливание одного полнодуплексного 100-гигабитного интерфейса между несколькими (двумя или четырьмя) отдельными сетевыми процессорами технически сложным. Дополнительные трудности создаёт дизайн линейных карт — за счёт возросших требований к размерам и охлаждению 100-гигабитной оптики и в условиях дефицита на рынке 100-гигабитных трансиверов, фирмы-пионеры 100-гигабитного сетевого оборудования были вынуждены вести самостоятельные либо совместные оптоэлектронные разработки для того чтобы уложиться в жесткие линейные и энергетические ограничения современных сетевых устройств. Ожидается, что по мере выхода на свободный рынок коммерческих электронных и оптических компонентов 100-гигабитных решений, список поставщиков таких систем будет расти, а цены будут активно снижаться.
Значительный объём начальных инвестиций в запуск 100-гигабитного Ethernet продуктов объясняет как начальный фокус в сторону оборудования высшей ценовой категории (операторского класса), так и желание производителей «досрочно рапортовать» о запуске продуктов до начала серийного производства, по результатам инженерных либо технологических испытаний. Поэтому в приведённом ниже историческом списке первых поставщиков 100-гигабитного Ethernet-решений указаны как даты начального объявления IP/MPLS-продуктов, так и официальные даты поставок (с учётом доступности информации).

### Alcatel-Lucent
Компания Alcatel-Lucent впервые анонсировала 100-гигабитные интерфейсы стандарта 802.3ba для маршрутизаторов 7450 ESS/7750 SR в июне 2009 года; в июне-сентябре 2010 года были проведены публичные тесты и демонстрации. Однако в презентации президента оптического отделения компании Джеймса Уатта (апрель 2011 года) 100-гигабитный Ethernet упоминался все ещё лишь в контексте демонстрации клиентам (T-Systems, Portugal Telecom, 360Networks). Пресс-релиз компании 18 июня 2011 года был вновь ограничен результатами полевых испытаний.
Возможным объяснением столь длительной задержки является архитектура пакетных продуктов Alcatel-Lucent, изначально ориентированных на оказание услуг на границе сети (VPLS, PPPoE, развитая структура очередей).
Фактически Alcatel-Lucent производит всего одно базовое семейство маршрутизаторов (Alcatel 7750) приобретённое с компанией Timetra Networks. В 2011 году единственной серийно выпускаемой элементной базой для семейства являлся сетевой процессор собственной разработки FP2 с полнодуплексной производительностью в 50 Гбит/с. В соответствии с документацией фирмы, два чипсета FP2 могут также быть установлены в оппозитной, полудуплексной 100-гигабитной конфигурации, позволяющей реализовать интерфейс 100-гигабитного Ethernet без балансировки по потокам между чипами. Однако такая аппаратная конфигурация чревата дисбалансом нагрузки ввиду того, что количество входных операций (ingress lookup), как правило, превышает количество требуемых выходных операций (egress lookup) — что может быть недостаточно для стабильной работы решения в реальной сети.
В перспективе Alcatel-Lucent планирует перевести платформу 7750 на объявленный в мае 2011 года 400-гигабитный чипсет FP3, который, возможно и станет первым реальным 100-гигабитным продуктом компании на обновлённой платформе 7750.

### Brocade
Фирма Brocade объявила о поддержке 100-гигабитного Ethernet на унаследованной от поглощения Foundry Networks платформе MLXe в сентябре 2010 года. Тем не менее, уже в июне 2011 года Brocade смогла анонсировать первый коммерческий запуск своей 100-гигабитной технологии на площадке AMS-IX в Амстердаме, таким образом став одной из первых фирм получивших доход на 100-гигабитном рынке.
Линейка скоростных маршрутизаторов MLXe использует сетевые процессоры и оптику сторонних разработчиков; платформа поддерживает минимум услуг как в пакетном (базовый IP/MPLS-коммутатор) так и в оптическом (разнообразие трансиверов) диапазоне. Brocade позиционировал свой первый 100-гигабитный Ethetnet-продукт для MLXe (двухпортовую линейную карту) в начальном ценовом сегменте, с дополнительной лицензией на использование второго порта.

### Cisco
Корпорация Cisco совместно с Comcast ещё в 2008 году объявили об успешных испытаниях 100-гигабитного Ethernet по существующей оптической инфраструктуре между городами Филадельфия (штат Пенсильвания) и Маклин (штат Вирджиния). Использовались маршрутизаторы Cisco CRS-1 и оптические каналы DWDM. Тем не менее, эта демонстрация не воспроизводила полностью полнодуплексный Ethernet-канал на 100 Гбит/с, поскольку маршрутизатор CRS-1 поддерживает скорость до 40 Гбит/с на слот. Очевидно, что в тесте 2008 года нагрузка интерфейса не могла превысить половины от расчётной скорости.
Технически первой платформой Cisco, способной обеспечить работу 100-гигабитных Ethernet-интерфейсов, стал маршрутизатор CRS-3 с одним чипсетом на линейную карту и скоростью в 140 Гбит/с на слот. По этой причине первые настоящие испытания 100-гигабитного Ethernet-оборудования производства Cisco состоялись лишь в 2010 году, а первые коммерческие клиенты (AT&T и Comcast) были объявлены в апреле 2011 года. В июле 2011 года Cisco также проводила демонстрации 100-гигабитных интерфейсов на маршрутизаторах границы ядра (ASR9000) без анонсирования даты поставок.

### Huawei
Huawei представила «первую в индустрии» разработку 100-гигабитного интерфейса для машрутизатора в октябре 2008 года. Следующим шагом фирмы стал анонс законченной системы для передачи 100 Гбит/с в сентябре 2009 года. Система включала в себя оптический транспорт OSN6800/8800 и 100-гигабитные линейные карты машрутизаторов NE5000e на основе чипсета собственной разработки «Solar 2.0 PFE2A chip» и оптики в форм-факторе CFP. В 2010 году это же решение было детализировано как использующее карты LPU-100F на основе двух чипсетов Solar 2.0 в оппозитной конфигурации. Тем не менее, в пресс-релизе компании о получении контракта на строительство IP/MPLS-сети для российской компании «Мегафон» в октябре 2010 года Huawei отчитался лишь о поставке 40-гигабитных систем NE5000e, «с возможностю масштабирования до 100 Гбит» на слот.
В апреле 2011 года компания выпустила новый анонс линейной карты для NE5000e на том же чипсете Solar 2.0 — две 100-гигабитных карты LPU-200. В описании сопутствующего решения приводились цифры по поставкам 20G/40G версии чипсета (120 тысяч комплектов Solar 1.0) но не были приведены цифры по поставкам Solar 2.0. Также в пресс-релизе о тестировании 100-гигабитного оборудования в России за август 2011 года Huawei сообщил о коммерческой установке DWDM-систем на 100 Гбит/с в KPN и China Telecom, но не привёл ни одного покупателя 100-гигабитных решений на базе NE5000e.
Помимо задержек с реализацией чипсета для поддержки 100 Гбит/с, позиции Huawei могут также ослабляться установленной базой NE5000e, большинство экземпляров которой несовместимы с новыми картами со скоростями 100 и 200 Гбит/с на слот. Таким образом, несмотря на весьма раннее анонсирование 100-гигабитных продуктов, вероятность получения компанией Huawei прибыли на 100-гигабитном рынке в 2011 году невелика.

### Juniper Networks
Juniper заявил о поддержке 100-гигабитного Ethernet на платформе T1600 в июне 2009 года. К тому времени платформа T1600 поставлялась уже два года и поддерживала работу 100-гигабитных линейных карт (конфигурации 10×10-гигабитных портов). Установленные в ноябре 2010 года в маршрутизаторах T1600 академической сети Internet2 100-гигабитные Ethernet-модули позволили Juniper позиционировать себя как ведущего поставщика серийных 100-гигабитных продуктов. В том же 2010 году компания показала работу 100-гигабитных Ethernet-интерфейсов от ядра до границы сети между платформами T1600 и MX3D.
В марте 2011 года компания начала поставки 100-гигабитных решений оператору связи Verizon). Судя по отчётам пользователей, что в тот же период времени Juniper производил поставки и менее крупным клиентам (к примеру Janet UK) и на середину 2011 года уже располагал существенной 100-гигабитной клиентской базой. Обратной стороной лидерства на 100-гигабитном рынке для Juniper, по-видимому, стал выбор архитектуры относительно низкой плотности (один 100-гигабитный интерфейс на слот, работающий через два параллельных 50-гигабитных чипсета с равномерным делением нагрузки). К концу 2011 года Juniper подготовил начало коммерческой эксплуатации сразу двух новых магистральных продуктов с поддержкой 100 Гбит/с — обновлённой Т-серии (T4000) со скоростью 240 Гбит/с на слот и нового MPLS-коммутатора PTX со скоростью 480 Гбит/с на слот
Рынок 100-гигабитных решений для маршрутизаторов в целом повторил ситуацию с запуском 10-гигабитных интерфейсов в начале 2000-х годов — де-факто, пионером поставок выступила компания Juniper, на несколько месяцев опередившая Cisco, своего крупнейшего соперника. Далее к поставкам подключилось новое сетевое отделение компании Brocade, при этом остальные участники рынка закрепиться в первой волне не смогли.